# Racing Club du Pays de Fontainebleau
Il Racing Club du Pays de Fontainebleau, conosciuto semplicemente come RCP Fontainebleau o RCPF, è una squadra di calcio francese fondata nel 1912. Il club ha sede a Fontainebleau, Île-de-France, e gioca allo Stade Philippe Mahut, che ha una capacità di 800 spettatori.
Tra gli anni '70 e '80 ha partecipato per dieci edizioni alla Division 2, secondo livello del campionato di calcio francese, posizionandosi al massimo al 5º posto del girone A nella stagione del suo esordio, ossia nel 1970-1971. Dopo la retrocessione avvenuta nella stagione 1982-1983, il club non è più tornato al suo splendore originale, giocando sempre nelle serie minori.
Nella stagione 2022-2023 il club milita nel Départemental 1, nona divisione del campionato di calcio francese.